# 阿爾比·巴拉耶夫
阿爾比·阿拉烏丁諾維奇·巴拉耶夫(俄語:Арби Алаутдинович Бараев，1974年5月27日– 2001年6月22日) ，是一名車臣軍閥和恐怖分子。
巴拉耶夫幼年時就讀於一所體育學校。1990年，年僅16歲的他就成為了一名警官。接下來的幾年中，受到瓦哈比派的影響，巴拉耶夫的思想從而變得極端。巴拉耶夫曾擔任過他的叔叔，時任伊奇克裏亞車臣共和國副總統瓦卡·阿爾薩諾夫的秘書和保鏢。在1994-1996年第一次车臣战争中，被稱為“毀滅者”的巴拉耶夫和他旗下的“伊斯蘭制度黨”被视为在车臣活动的主要暴力犯罪元兇，他們經常驱逐外国记者和人道主义工作者，同时破坏车臣的和諧。1999年，巴拉耶夫組織了一次對伊奇克裏亞車臣共和國時任總統阿斯兰·马斯哈多夫的暗殺行動，據說是為了取而代之。在俄罗斯恢复對車臣地區的控制（第二次車臣戰爭）后，巴拉耶夫逃往他的家乡躲藏起來，直到2001年6月22日被俄羅斯軍警發現並擊斃。